# Mahmoud Keldi
Pour les articles homonymes, voir Keldi.
Mahmoud Keldi, né en 1971 à Moroni (Comores), est un architecte franco-comorais.

## Biographie
Né dans une famille de « notables » comoriens, il est envoyé en France à l'âge de dix ans pour y poursuivre ses études. Il effectue sa scolarité à Corbeil-Essonnes et, après son baccalauréat, entre à l’école d’architecture de Paris-Conflans (Charenton-le-Pont) tout en travaillant dans différentes agences pour payer ses études. Diplômé en 1998, il fonde son agence Keldi Architectes à Paris.
En 2006, il fait partie des 22 jeunes architectes récompensés par l'Album des jeunes architectes et des paysagistes.
Il fait en 2008 l'objet d'un long portrait dans le journal "jeune afrique", ce qui lui ouvrira les portes des commandes publiques en Afrique, notamment au Congo Brazzaville et en Cote d'Ivoire
En 2014, il est enregistré dans "le gotha noir", au club efficience qui se présente comme le "1er réseau économique panafricain de France et d’Europe ",
Il réalise de nombreux projets en région parisienne, notamment des établissements scolaires (collège La Nacelle à Corbeil-Essonnes), des sièges sociaux d'entreprises, des bâtiments administratifs, des logements sociaux, des équipements culturels (Centre culturel Nelson-Mandela à Épinay-sur-Seine), etc. Il intervient également en Afrique (Brazzaville, Pointe Noire, Abidjan), pour des hôtels, villas, centres culturels, établissements scolaires et sieges sociaux.